# 1971年阿空加瓜地震

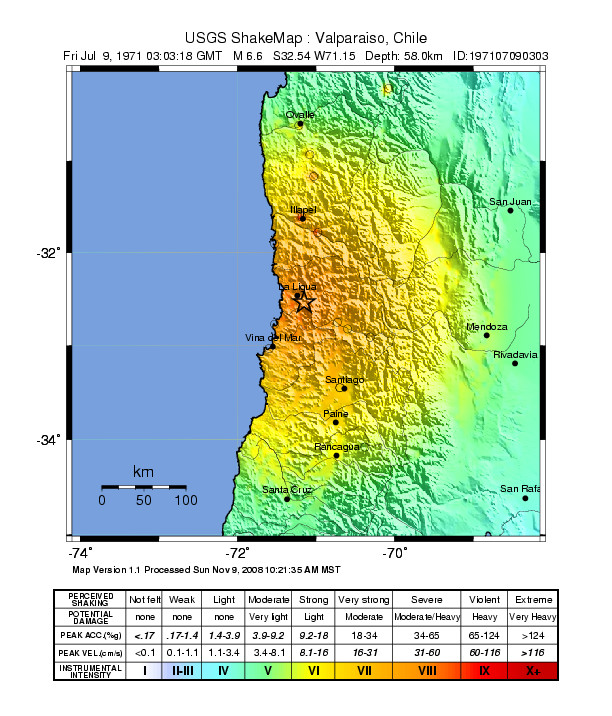
美國地質調查局有關本次地震的烈度分佈圖

智利中部瓦尔帕莱索大区於智利時間1971年7月8日晚上10時03分（协调世界时7月9日凌晨3時03分）發生矩震級7.8級的地震。根據修訂麥加利地震烈度表，它的最大烈度為IX度。地震造成83人死亡，另有447人受傷。

## 地質構造背景
智利中部位於聚合性板塊邊緣上，纳斯卡板块正在此處隱沒到南美洲板块之下。智利中部這一板塊邊緣的聚合速度約為每年74毫米。該板塊邊緣長期以來一直發生破壞性地震和破壞性海嘯。地震發生在板塊界面以及俯衝板片和上覆板塊內。

## 地震
本次地震的震源机制解和震源深度與沿板塊界面的破裂處一致。餘震位置從震央向西沿着海溝擴展。
距離震央140公里、唯一運作的地震儀錄得0.17g的峰值地面加速度。

## 破壞
地震對智利中部地區造成大規模破壞，其中港口城市瓦爾帕萊索所受的影響最為嚴重。地震共造成83人死亡、447人受傷，另有40,000人無家可歸。大多數遇难者死于土坯或無筋磚建築牆壁倒塌，这种情况甚至發生在地震烈度僅達到VI度的地區。地震造成的總損失估計約2.5億美元。
35,000棟房屋不是被完全摧毀，就是因受損太嚴重而被迫棄置。72%用土磚建築的學校和50%用鋼筋磚石建築的學校遭受嚴重破壞。以木材和鋼筋混凝土方法所建造的學校中只有10%受嚴重影響。66%以土坯建築和40%以鋼筋砌體建築的醫院遭受嚴重破壞。受影響地區的38間醫院原本有8,273張床位，在本次地震中失去了1,410張床位。
為灌溉目的而建造的土石坝受到不同程度的影響，有些甚至遭到嚴受破壞。該區一些尾矿坝倒塌，造成一人死亡。瓦爾帕萊索和比尼亚德尔马的供水嚴重受阻。拉斯維加斯排水溝通往阿空加瓜河的渡槽出現裂縫，花了19天才完成修復。位於康孔的另一條渡槽和佩紐埃拉斯的水庫已停止運作兩三天。為聖安東尼奧港和其他小型定居點供水的建築遭到破壞，供水中斷了兩週。來往聖地牙哥到瓦爾帕萊索的鐵路關閉了十天，主因是山泥傾瀉。位於伊亞佩爾的隧道因擋土牆損壞而關閉。幾座鐵路橋樑被毀，影響了一些路堤，但當局很快就修復完成。